# Lee McBee
Lee McBee, né le 23 mars 1951 à Kansas City dans le Missouri et mort à Lawrence dans le Kansas le 24 juin 2014 (à 63 ans), est un musicien de blues américain. Son instrument de prédilection est l'harmonica, dont la maîtrise lui valut de devenir l'un des harmonicistes de blues les plus reconnus . 